# Moi Robert « Bob »
Pour plus de détails, voir Fiche technique et Distribution.
Moi, Robert « Bob » est un film documentaire québécois en couleur produit et réalisé par Denys Desjardins et Stéphane Thibault, sorti en 2003.

## Synopsis
Moi, Robert « Bob » jette un regard intimiste sur un homme confronté à la dureté de la vie politique. Vue unique et privilégiée du monde fermé des machines électorales, ce documentaire, en forme de portrait, se veut une réflexion sur l’image que projettent les politiciens d'aujourd'hui. 

## Fiche technique
- Titre : Moi, Robert « Bob »
- Réalisation : Denys Desjardins et Stéphane Thibault
- Production : Denys Desjardins et Stéphane Thibault / Les Films du Centaure
- Scénario : Denys Desjardins et Stéphane Thibault
- Caméra : Denys Desjardins
- Montage : Stéphane Lafleur
- Distribution : Vidéographe
- Langue : français

## Distribution
- Robert « Bob » Filiatrault : le politicien
- Francine Filiatrault: la femme de Bob
- Fernand Filiatrault : le frère de Bob